# Теплота сублімації
Теплота сублімації (англ. sublimation heat, нім. Sublimationswärme f, Phasenübergangswärme f) — приріст ентальпії системи під час ізотермічно-ізобарного процесу переходу речовини з твердої фази у газову.